# Petrokemi
Petrokemi er den gren af kemi, hvor undersøgelser med omdannelser af råolie og naturgas til nyttige produkter og råvarer i form af petrokemikalier anvendes.
Begrebet petrokemi involverer flere indbyrdes forbundne værdier:
- Den kemigren, hvor undersøgelser af kemien i reaktionerne fra kulbrinteolier og naturgas omdannes til nyttige produkter og råvarer.
- Den del hvor kemisk teknologi beskriver de processer, der anvendes i industrien til forarbejdning af olie og naturgas – destillation, krakning, reformering, alkylering, isomerisation, dehydrering (herunder oxidation), hydrogenering, hydrering, iltning, nitrering, osv.
- Kemisk industri (herunder produktion), et fælles træk, der er en dyb kemisk behandling af mange kulbrinter (kun en brøkdel af råolie, naturgas og lignende gasser).

Formålet er at identificere mønstre i dannelsen af komponenterne, sammensætningen og strukturen af petroleums kolloidsystemer, etablering af videnskabelige grundlag til innovative metoder for at øge olieproduktionen. Undersøgelse af mekanismerne i strukturerne samt olies kolloidsystemer til processer ved produktion, transport og behandling af kulbrinter. Fysisk-kemiske grundlag til nye materialer og teknologier, der bruger til at løse miljøproblemer af petrokemi og olieraffinering. Udvikling af GIS i geologi og kemi med olie og teknologi til at snakke på miljøspørgsmål og udvikling indenfor emnet og analyse og miljømæssig vurdering af teknologier til at producere og bruge kemikalier.
| Kemi | Spire Denne artikel om kemi er en spire som bør udbygges. Du er velkommen til at hjælpe Wikipedia ved at udvide den. |